# Castellaro
Castellaro – miejscowość i gmina we Włoszech, w regionie Liguria, w prowincji Imperia.
Według danych na rok 2004 gminę zamieszkiwały 1044 osoby, gęstość zaludnienia wynosi 130,5 os./km².